# Amankənd
Amankənd è un comune dell'Azerbaigian situato nel distretto di Biləsuvar. Conta una popolazione di 3 245 abitanti.